# Rio Santo Antônio (Maranhão)
O rio Santo Antônio (também chamado de rio Cururuca) é um curso de água que banha a ilha de Upaon-Açu, no Maranhão.

## Características
Nasce no bairro da Cidade Operária (nas proximidades da UEMA), em São Luís e deságua na Baía de Curupu, próximo à praia de Panaquatira, banhando também os municípios de São José de Ribamar e Paço do Lumiar. 
Tem comprimento de 25,3 km e sua bacia hidrográfica tem em torno de 108 km².
Um de seus principais afluentes é o rio Paranã.

## Conservação
Em relação à vegetação encontrada na bacia, estão a floresta secundária mista e capoeira, nas áreas emersas (tabuleiros) e os mangues na planície fluviomarinha.
Foi utilizado para abastecimento através do Sistema Cururuca, fornecendo água a bairros como o Maiobão, mas o sistema foi desativado em razão do comprometimento da qualidade da água, sendo substituído pelo abastecimento por poços tubulares profundos.
O rio sofre com degradação ambiental provocada pela poluição, desmatamento da mata ciliar, erosão e atividades agropecuárias.